# Den Nya Välfärden
Den Nya Välfärden (DNV) är en partipolitiskt obunden tankesmedja som verkar för  större marknadsfrihet och mindre välfärdsstat , delvis finansierad av Svenskt Näringsliv. Tankesmedjan säger sig arbeta för demokrati, välfärd och företagande. Sedan 1988 har stiftelsen presenterat förslag för bland annat sänkta skatter, mer entreprenader inom och konkurrensutsättning av all offentlig service, lika möjlighet till utveckling, utbildning och omsorg, minskad hjälp från samhället genom att större ansvar läggs på varje enskild individ att klara sitt liv, större inslag av personval och införande av en författningsdomstol.
Den Nya Välfärden grundades 1988 av Patrik Engellau och Rune Berggren.
Stiftelsen startade sitt arbete genom att använda den utredningsmetod som staten använder – offentliga utredningar. Den Nya Välfärden utnämnde sig själva till företrädare för Sveriges medborgare, vilket medförde att Den Nya Välfärdens rapporter benämndes Medborgarnas offentliga utredningar (MOU) (jämför Statens offentliga utredningar – SOU). Även stiftelsens projektnamn samt cheferna (ombudsmän) för de olika politikområdena har namn som ger intryck av att stiftelsen är ett offentligt organ.
Webbtidningen Det Goda Samhället startade 2015 av Patrik Engellau utgående från Den Nya Välfärdens inriktning.

## Historia och genomslag
Den Nya Välfärden var en del av vad statsvetaren Kristina Boréus kallar ”högerprojektet” som främst ville påverka samhällets elit i dess inställning till politiska liberaliseringar. Näringslivets presstjänst och Ekonomifakta skulle förse tidningar och näringslivsanknutna organisationer och opinionsbildare med information, bokförlaget Ratio och Timbro skulle ge ut böcker med marknadsliberala budskap, och projektet ”Den Nya välfärden” skulle samla och presentera idéer och beslutsunderlag, som skulle överlämnas till politiker. Den Nya välfärden presenterade under 1980-talet ett förslag till ny grundlag för Sverige. Organisationen föreslog att genom lagstiftning skapa större marknadsfrihet och en mindre välfärdsstat. I grundlagen skulle det bland annat finnas förstärkta skrivningar kring äganderätten, att välfärdsstaten inte fick utgöra större andel än hälften av BNP samt att skatter och avgifter inte fick ta mer än 50 procent av en individs inkomster. Programförklaringen fick sitt konkreta genomslag i den politiska diskussionen i skiftet 1980–1990-talen genom att en tidigare medarbetare, Ian Wachtmeister, använde tankesmedjans skrifter och utredningarna till att bygga Ny demokratis partiprogram samt till underlag för partiets motioner i Sveriges riksdag.

## Frågor som Den Nya Välfärden driver eller har drivit
Den Nya Välfärden driver frågor om att minska antalet regler och kostnader för företag, till exempel genom avskaffandet av 3:12-reglerna, eller fåmansbolagsreglerna, som innebär beskattning av små aktiebolag, halverade arbetsgivaravgifter för alla företag, eller åtminstone för lönekostnader upp till tre miljoner kronor (ca 10 anställda) och en uppluckrad arbetsrätt för arbetstagare vilket förenklar för företag vid nyanställningar, samt ger företagare bättre skydd.
Inom den offentliga verksamheten arbetar Den Nya Välfärden för att konkurrensen upprätthålls genom att bland annat granska offentliga upphandlingar genom verksamheten Konkurrenskommissionen, arbetar för ett förbättrat företagarklimat genom att bland annat granska kommunala försäljningar och motverka kommunal korruption genom Företagarombudsmannen. Den Nya Välfärden arbetar även för att införa hälso- och sjukvårdsföretagsmodellen (HSF) i sjukvården, vilken innebär fri etablering av konkurrerande företag inom sjukvården.
Den Nya Välfärden arbetar för den personliga integriteten i Sverige genom Integritetsombudsmannen.
Radioprogrammet Medierna uppmärksammade i januari 2017 att Den Nya Välfärden hade annonserat i Dagens Nyheter om att ”Alliansen borde fälla den nuvarande regeringen, detta med hjälp av Sverigedemokraternas stöd” undertecknat av en rad företag. Men dessa företag visade sig inte ha varit tillfrågade, utan hade genom finstilt text på fakturan för Den Nya Välfärdens nyhetsbrev lurats att godkänna användningen av deras namn.